# 安西邦夫
安西 邦夫（あんざい くにお、1933年10月25日 - 2013年6月9日）は、日本の実業家。東京ガス、社長、会長、相談役、特別顧問を歴任。慶應義塾評議員。位階は従三位。勲等は旭日大綬章。妻は川鍋秋蔵の娘・邦子。

## 人物
東京府東京市生まれ。父の安西浩は、後に第9代東京ガス社長・会長を務めた。
学習院初等科、学習院中等科、学習院高等科を経て、1956年3月、慶應義塾大学法学部政治学科卒業。
1956年4月、東京ガス入社。主に営業畑を歩み、顧客サービスの向上・改善に取り組んだ。後に取締役、常務取締役、専務取締役を歴任、1989年に第13代社長に就任。1999年に会長に退き、2007年に相談役、2010年に特別顧問となる。
『意志あるところに道あり』『夢は限りなく、努力は惜しみなく』の2つを座右の銘とした。
父の安西浩が旧二子山部屋後援会会長を務めていたこともあり、邦夫も角界と縁が深く、日本相撲協会運営審議委員会委員長を務め、大相撲八百長問題の際には『（全国の）大多数の相撲ファンは一日も早く（角界が）きれいな姿に戻るのを待っている』と角界に檄を飛ばすなど相撲への愛情を随所に見せていたこともあった。
2013年6月9日、多臓器不全のため、都内の病院にて、死去。79歳没。

## 栄典
- 藍綬褒章 （1993年）
- 旭日大綬章 （2005年）[4]
- 従三位（2013年）

## その他の役職
- 日本相撲協会運営審議会会長
- 日本ブルネイ友好協会会長
- 東京都公安委員会委員長
- 日本経済団体連合会経済法規委員会委員長
- 経済同友会幹事
- 東京商工会議所副会頭
- 全国法人会総連合会長
- 講道館理事
- 慶應義塾評議員